# (3746) Heyuan
(3746) Heyuan es un asteroide perteneciente al cinturón de asteroides, descubierto el 8 de octubre de 1964 por el equipo del Observatorio de la Montaña Púrpura desde el Observatorio de la Montaña Púrpura, Nankín (China).

## Designación y nombre
Designado provisionalmente como 1964 TC1. Fue nombrado Heyuan en homenaje a Heyuan ciudad de la República Popular China.